# Serafin Bunić
Serafin Bunić (Dubrovnik, 1440. – Dubrovnik, 1485.), hrvatski diplomat, teološki pisac, profesor i doktor teologije iz dubrovačke plemićke obitelji Bunića. Doktor teologije na Sveučilištu u Padovi (1468.) kasnije i u Budimu gdje po kraljevoj zamisli stvarao nukleus tamošnjega sveučilišta. Bio je na ugarskome dvoru tajni savjetnik kralja Matijaša Korvina. Sačuvan je podatak da je Serafin, latinski Serafinus de Bona, 1463. godine spasio integritet Dubrovnika, kad je turski sultan poslao ultimatum Dubrovniku da Turskoj preda sav svoj teritorij do zidina Grada. Dubrovnik je bio u vojnom pogledu u inferiornom stanju i u panici nije uspio naći najbolje rješenje, sve dok mladi Serafin nije iznio prijedlog odgovora sultanu ... « ako Sultan insistira na svom zahtjevu, Grad Dubrovnik će otvoriti svoje kapije i stacionirati ugarsku vojsku». Sultanu to nije bilo u interesu i odustao je od svog zahtjeva. No Dubrovačka Republika Turskoj je prodala područje oko Neuma, koje je i 1945. pripalo BiH. Postavlja se pitanje kako bi danas izgledala južna hrvatska granica da nije bilo genijalnog Serafina. Serafin je istovremeno bio istaknuti diplomat, teolog, profesor u Perugi, Sieni i Rimu, ali i savjetnik kardinala Caraffea.  

## Vanjske poveznice
- Bunićev životopis na mrežnim stranicama Hrvatskog biografskog leksikona
- Serafin Bunić među pripadnicima Dominikanskog reda u Hrvatskoj  Arhivirana inačica izvorne stranice od 13. listopada 2023. (Wayback Machine)